# مایکروسافت داینامیک
مدیریت ارتباط با مشتری مایکروسافت داینامیک یا (CRM) (به انگلیسی: Microsoft Dynamics CRM) نرم‌افزار مدیریت ارتباط با مشتری است که توسط شرکت مایکروسافت توسعه یافته و بر روی افزایش تعداد مشتریان برای هر سازمان، تمرکز دارد. نرم‌افزار CRM یکی از صنایع پیشرو و قابل دسترس در بازار به‌شمار می‌آید. تمرکز اصلی این نرم‌افزار روی قسمت بازاریابی، فروش و سرویس خدمات به مشتریان است. مایکروسافت داینامیک (CRM) سیستمی برای مدیریت ارتباطات یک شرکت یا سازمان با مشتریان در حال حاضر و آینده است.
مایکروسافت داینامیک CRM نیز مانند مایکروسافت SharePoint یک برنامهٔ server – client است و در درجه اول یک برنامه IIS-based web است که تمام رابط‌های وب سرویس را پشتیبانی می‌کند. دسترسی کاربران یا از طریق مرورگر یا از طریق پلاگین Microsoft Outlook است. همچنین مرورگرهای Internet Explorer, Chrome و Firefox پشتیبانی کامل را برای این برنامه از نسخهٔ ۲۰۱۱ به این طرف را دارند.

## Microsoft Dynamics CRM 4.0
ویرایش Workgroup:
این ویرایش حداکثر برای پنج CAL(client access license) اجازه داده می‌شد. امکان اضافه کردن CALهای بیشتر داده نمی‌شد. اگر تعداد بیشتری CAL نیاز بود باید به نسخه Professional یا Enterprise ارتقا پیدا می‌کرد. همچنین تمام نقش‌های سرور باید روی یک ماشین نصب می‌شد و قادر به جدا شدن نبود. شما فقط می‌توانستید یک organization در این نسخه ایجاد کنید و استفاده از رابط‌های خارجی اجازه داده نمی‌شد. این نسخه برای سازمان‌های کوچک مناسب بود.
ویرایش Professional:
عملیات صورت گرفته در آن شبیه به ویرایش Workgroup است اما محدودیتی در CALها وجود ندارد.
ویرایش Enterprise:
عملیات صورت گرفته در آن شبیه به ویرایش Professional است و بدون هیچ محدودیتی!
Dynamics CRM version 4.0 با مشخصات زیر ارائه شد:
- برای پیاده‌سازی Reporting و BI آسان‌تر و قدرتمندتر ظاهر شد.
- ابزارهای قدرتمند برای وارد کردن داده‌ها و توانایی تشخیص داده‌های تکراری
- ایجاد ارتباط بین موجودیت‌ها
- پیشرفت در برنامه‌نویسی (وب سرویس‌ها و پلاگین‌ها)
- قابلیت Multi Tenancy: یک سرور می‌تواند میزبان یک یا چند سازمان تجاری باشد.
- قابلیت انتخاب چندین واحد پول
- قابلیت انتخاب چندین زبان
- قابلیت پردازش ابری با خدمات آنلاین مایکروسافت

## Microsoft Dynamics CRM 2011
ویژگی‌های جدیدی که در این نسخه ارائه شد شامل موارد زیر است:
- داشبوردها
- مدیریت اسناد
- Grid Filters
- دیالوگ
- قرار ملاقات‌های دوره ای
- فعالیت‌ها
- مدیریت اهداف
- Fetch برپایهٔ Reports
- MAPI بر پایه Outlook clients
- یکپارچه سازی با SharePoint 2010
- توانایی ایجاد query
- قرار گرفتن رکوردهای فرزند در رکوردهای پدر
- توانایی فیلتر مرتب کردن خودکار مانند Microsoft Office Excel
- Microsoft Office Ribbon interface به جای منوها
- OData endpoints
- LINQ programming API در SDK
- WCF services
- Global Optionset که می‌توان در موجودیت‌های دیگر هم استفاده کرد
- سفارشی سازی به صورت Solution
- CRM Online پلاگین‌ها را در حالت sandboxed پشتیبانی می‌کرد
- قابلیت ایجاد چندین فرم برای هر موجودیت
- طراحی داشبوردها
- یکپارچه سازی با Yammer
- یکپارچه سازی با Lync

## Microsoft Dynamics CRM 2013
- Navigation از بالای صفحه برداشته شد
- کلیک کردن روی work area، رکوردهایی که شما بیشتر مواقع با آن کار می‌کنید را می‌آورد
- قابلیت view کردن برای به‌دست آوردن اطلاعات بیشتر مربوط به رکورد
- اضافه کردن یادداشت به هر رکورد
- لیست‌های جستجو
- قابلیت ذخیره رکوردها به‌طور خودکار
- برنامه‌های CRM 2013 برای Windows Phone, iPhone, Android,Windows 8
- 5-200GB of storage

## Microsoft Dynamics CRM 2015
در ۱۶ سپتامبر ۲۰۱۴ شرکت مایکروسافت، Dynamics CRM 2015 را معرفی کرد. همچنین Microsoft Dynamics CRM Online و خدمات Microsoft Dynamics Marketing را به‌روزرسانی کرد و همچنین راهنمای پیش نمایش با جزئیات را ارائه داد.

## Microsoft Dynamics CRM 2016
به‌طور رسمی در ۳۰ نوامبر ۲۰۱۵ ارائه شد. در انتشار رسمی مطبوعات، مایکروسافت اعلام کرد که Microsoft Dynamics CRM 2016، جامع‌ترین نرم‌افزار در Dynamics CRM بوده‌ است که شامل پیشرفت در فهم و هوش، پویایی و خدمات با افزایش بهره‌وری قابل توجهی است. در ژوان ۲۰۱۶ برنامه ویژه‌ای توسعه داد که اطلاعات اسکن شده را از کارت‌های تجاری به Dynamics CRM ارسال می‌کند. (Business Card Reader)
```
Microsoft Dynamics 365 
```

نرم افزار 365 Microsoft Dynamics یکی از کامل‌ترین محصولاتی است که شرکت مایکروسافت در حوزه نرم افزارهای سازمانی ارائه داده است. این نرم افزار همه قابلیت‌های یک سیستم ERP و یک سیستم CRM را در خود جای داده است. به عبارت دیگر سازمان‌ها با استفاده از این نرم افزار قادر خواهند بود تا تمامی نیازمندی‌های کسب‌وکار خود را که تا پیش از این با استفاده از چند نرم افزار جداگانه پوشش می‌دادند، اینک در یک نرم افزار کاملا یکپارچه پوشش دهند. نرم افزار داینامیک 365 را می‌توان به عنوان سرآمد نرم افزارهای سازمانی شرکت مایکروسافت دانست.
داینامیک 365 تمام ویژگی‌های کاربردی برنامه‌ها را از جمله خدمات مالی، خدمات عمومی، فروش، خدمات عملیاتی، بازاریابی، اتوماسیون خدمات پروژه و خدمات به مشتریان را یک جا به کاربران ارائه دهد. این برنامه‌ها می‌توانند به طور مستقل استقرار پیدا کنند و این ویژگی به کاربران اجازه می‌دهد تا نسبت به خرید تنها آنچه را که نیاز دارند اقدام کنند.

## یکپارچه سازی با Microsoft SharePoint
از نسخه ۲۰۱۱ امکان ذخیره و مدیریت اسناد در محتوای Dynamics CRM مهیا است. این مشخصه اجازه می‌دهد تا اسناد را برای کاربران دیگر با سطح دسترسی‌های مختلف نیز به اشتراک بگذارید.

## مایکروسافت CRM در ایران
نرم افزار CRM مایکروسافت در ایران به عنوان اصلی‌ترین نرم افزار CRM شناخته می‌شود و به دلیل امکانات زیاد و قابلیت‌های سفارشی سازی بی نظیر آن در بسیاری از شرکت‌های ایرانی استفاده می‌گردد. همچنین برای استفاده بهتر از این نرم افزار، افزونه‌های فارسی ساز و تاریخ شمسی تولید شده که استفاده از آن در ایران را بسیار ساده‌تر می‌نماید. 